# George Jarvis
Pour les articles homonymes, voir Jarvis.
George Jarvis est un philhellène américain qui s'engagea directement dans les combats de la guerre d'indépendance grecque.

## Engagement pour la cause grecque
Son père était originaire de New York mais George Jarvis naquit et fut éduqué en Allemagne. Il quitta Altona près de Hambourg dès le soulèvement grec du printemps 1821.
Il participa aux combats aux côtés des Grecs contre les Ottomans aussi bien sur terre que sur mer. Il prit très vite le costume grec et apprit le grec moderne. Il monta rapidement en grade. Il était lieutenant général au moment de sa mort près d'Argos en 1828, probablement du typhus. Il combattit dans le nord et l'ouest du Péloponnèse, le long de la côte sud de la Grèce centrale et dans les îles de l'Égée. Son journal décrit les combats, mais aussi Hydra, Patras, Nauplie, Argos, Missolonghi, Chios, Tripolizza, Corinthe, Athènes et Le Pirée. Il fréquenta Byron et les autres philhellènes dont il offre des portraits. Il ne se présente pas comme un héros dans ce journal. En fait, il passe même sous silence une blessure qui faillit lui coûter la vie.
Son journal (écrit indifféremment en allemand, en français, en grec ou en anglais) est une source indispensable pour l'histoire du conflit. Il s'y montre très peu au fait des événements aux USA et sa connaissance de l'anglais est bien inférieure à celle des autres langues.